# Pawayan
Pawayan fou un estat tributari protegit del tipus zamindari a Uttar Pradesh, districte de Shahjanhpur, amb una superfície de 291 km² i una població de 130.000 habitants en 537 pobles. Fou fundat vers 1705 per Raja Udai Singh, fill de Bhupat Singh, cap del clan Gaur dels rajputs, originària de Gaur a Bengala i establerts a Chandra i Katesar a Sitapur.

## Llista de rages
- Raja Udai Singh
- Raja Jaswant Singh
- Raja Bhagwant Singh ?-1802
- Raja Raghunath Singh 1802-1825
- Rani Raj Kunwari 1825-1850
- Raja Jagannath Singh 1850-1880
- Consell de Corts (Couts of Wards) 1880-1887
- Raja Fateh Singh1887-1906
- Raja Indra Vikram Singh 1906- ?
- Raja Ajai Varma Singh ?-1953 (+1989)